# Каджар, Дараб Мирза
Дараб Мирза Каджар (Шах-Рух Дараб-Мирза, азерб. Darab Мirzə Qacar; 9 мая 1869 Шуша - 1930 Тегеран, Иран) — военный деятель Русской императорской армии, полковник. Внук Бахмана Мирзы Каджара. Участник Первой мировой войны.

## Жизнь
Дараб Мирза, сын Шах-Руха Мирзы, родился 9 мая 1869 года в городе Шуша. В некоторых источниках дата его рождения указана как 15 декабря 1868 года или 9 марта 1869 года. Общее образование получил дома и в Тифлисском кадетском корпусе.

### Военная служба
Службу начал 1 сентября 1889 года юнкером рядового звания в Павловском военном училище. 5 мая 1890 года произведён в унтер-офицеры. После окончания училища по 1-му разряду 5 августа 1891 года, произведён хорунжим (старшинство с 10 августа 1890 года) в 1-й Полтавский конный полк Кубанского казачьего войска. Службу в полку начал 12 сентября 1891 года. С февраля 1892 по октябрь 1894 года служил в должности младшего офицера в разных сотнях полка.
1 июня 1895 года произведён в сотники. 15 октября 1895 года зачислен во 2-й Полтавский конный полк Кубанского казачьего войска. Прибыв на место службы, начал службу младшим офицером в 6-й сотне. 13 сентября 1987 года зачислен в первую сотню полка младшим офицером. 12 августа 1898 года направлен на учёбу в казачий  отдел Офицерской стрелковой школы. Завершил курс 28 августа 1899 года.
23 сентября 1900 года ему было разрешено принять и носить «Орден Льва и Солнца». Кроме того, он был награждён медалью «В память царствования императора Александра III» и медалью «За работу в первой всеобщей переписи населения». 23 января 1901 года был награждён орденом Святого Станислава 3-й степени.
1 декабря 1901 года назначен и. д. заведующего оружием в полку. 10 мая 1903 года назначен командующим 4-й сотней полка. 1 июня 1903 года был произведён в подъесаулы. С 9 июня по 11 сентября 1903 года служил в Джульфинском отряде на границе с Ираном. С 29 мая 1904 года по 5 марта 1905 года командовал 2-й сотней 2-го Полтавского конного полка Кубанского казачьего войска. 12 октября 1905 года Высочайшим приказом подъесаул 2-го  Полтавского полка Кубанского казачьего войска принц Шах-Рух-Дараб-Мирза был переведён в 1-й Полтавский кошевого атамана Сидора Белого полк .
6 мая 1908 года был награждён орденом Святой Анны 3-й степени.
6 мая 1909 года за выслугу лет произведён в есаулы. 10 июня 1909 года переведён в 1-й Лабинский генерала Засса полк Кубанского казачьего войска. 15 мая 1910 года Высочайшим приказом был уволен от службы.
Позднее, вернувшись на службу с тем же чином есаула, 4 марта 1911 года Дараб Мирза, был назначен командиром 5-й сотни 1-го линейного генерала Вельяминова полка Кубанского казачьего войска.

### В Первой мировой войне
Участвовал в Первой мировой войне в качестве командира 5-й сотни 1-го линейного полка Кубанского казачьего войска. 4 августа 1914 года он проявил героизм в бою у поселка Городок личо командуя сотней в составе 109 человек произвёл конную атаку на 3 эскадрона австрийцев, пытавшихся их окружить. Хотя численность противоборствующей стороны была намного больше и несмотря на сильный шрапнельный огонь их артиллерии, повёл сотню на фронт противника. Было уничтожено около 3 эскадронов австрийцев  и тем самым изменён ход боя. В этом бою Дараб Мирза получил тяжёлое сабельное ранение. Высочайшим приказом 11 октября 1914 года было утверждено пожалование Георгиевского оружия командующим 8-й армией.
2 апреля 1915 года за боевое отличие произведён в войсковые старшины. 7 июля 1915 года был переведён в 3-й линейный полк Кубанского казачьего войска, действовавший на Кавказском фронте. «За отличие в делах против неприятеля» приказом по 8-й армии № 435 награждён мечами и бантом к ордену Святого Станислава 3-й степени. Награда высочайше утверждена 12 июня 1916 года. 19 ноября 1916 года «за отличие в делах против неприятеля» награждён орденом Святой Анны 2-й степени с мечами. 23 февраля 1917 года высочайшим приказом зачислен по Кубанскому казачьему войску в распоряжение войскового начальства.
5 октября 1917 года приказом по армии и флоту произведён в полковники.

### Последующие годы
Дараб Мирза отправился в Иран по приглашению Ахмад-шаха Каджара. Реза-шах Пехлеви, пришедший к власти после падения династии Каджаров в 1925 году, арестовал Дараба Мирзу, поскольку увидел угрозу своей власти. В 1930 году он был заключен в тюрьму в Тегеране и умер из-за тяжелых условий содержания. По словам родственников, он был убит в тюрьме.

## Награды
- Орден Святого Станислава 3-й степени (23 января 1901)
- Орден Святой Анны 3-й степени (6 мая 1908)
- Георгиевское оружие (11 октября 1914)
- Мечи и бант к имеющемуся ордену Святой Анны 3-й степени (17 января 1916)
- Мечи и бант к имеющемуся ордену Святого Станислава 3-й степени (12 июня 1916)
- Орден Святой Анны 2-й степени с мечами (19 ноября 1916)
- Орден Льва и Солнца 3-й степени (23 сентября 1900)

## Семья
Его отец, Шахрух Мирза Каджар, был сыном Бахмана Мирзы Каджара, персидского государственного деятеля, фельдмаршала Ирана и наследника престола Азербайджана.